# Jerzy Szularz
Jerzy Szularz (ur. 17 czerwca 1924 w Warszawie, zm. 7 maja 2005 tamże) – polski piłkarz, grający na pozycji napastnika, bądź lewego pomocnika.

## Kariera sportowa
Jerzy Szularz piłkarską karierę rozpoczynał w wieku 15 lat w Orkanie Warszawa. Pierwszy sezon, w którym miał wziąć udział w barwach tego klubu, ruszył w sierpniu 1939. Z powodu wybuchu II wojny światowej nie dokończono go. W trakcie działań wojennych angażował się w działalność konspiracyjną w Armii Krajowej, walczył w powstaniu warszawskim, w szeregach Batalionu „Czata 49”. Został ranny 6 września 1944, Warszawę opuścił z ludnością cywilną, był osadzony w Dulagu 121 Pruszków.
Po zakończeniu działań wojennych brał udział w pierwszym meczu w wyzwolonej Warszawie: Polonia – Okęcie, w barwach Okęcia. Potem zaliczył jeszcze epizod w Warszawiance, a następnie został zawodnikiem Polonii. Wraz z nią w sezonie 1946 zdobył mistrzostwo Polski, które było wielką sensacją – pierwsze powojenne Mistrzostwo Polski w piłce nożnej zdobyła drużyna ze zrujnowanego miasta, zespół bez stadionu, trenera i pieniędzy. W meczach eliminacyjnym strzelił trzy bramki, w  turnieju finałowym - siedem bramek. W latach 1948–1952 występował w barwach Polonii w rozgrywkach I ligi, w 78 meczach zdobył 21 bramek. 
W sezonie 1952 Szularz wraz z Polonią sięgnął po Puchar Polski. W finale tych rozgrywek, jego zespół pokonał 1:0 lokalnego rywala – Legię Warszawa – a on zaliczył asystę przy golu Zdzisława Wesołowskiego. 
Również w 1952 spadł z Polonią do II ligi, w rozgrywkach II ligi strzelił w sezonach 1953 i 1954 co najmniej 17 bramek w 35 meczach. W warszawskiej drużynie zakończył piłkarską karierę w 1955, w rozgrywkach III ligi. 
Po zakończeniu kariery piłkarskiej zajął się pracą trenerską. Najpierw szkolił młodzież w Polonii Warszawa. W czerwcu 1958 został trenerem zespołu seniorów i wprowadził go do II ligi, w sezonie 1959 zajął z drużyną 7. miejsce w grupie północnej II ligi, a od stycznia 1960 zastąpił go Edward Brzozowski
Został pochowany w grobie rodzinnym na cmentarzu Wolskim.

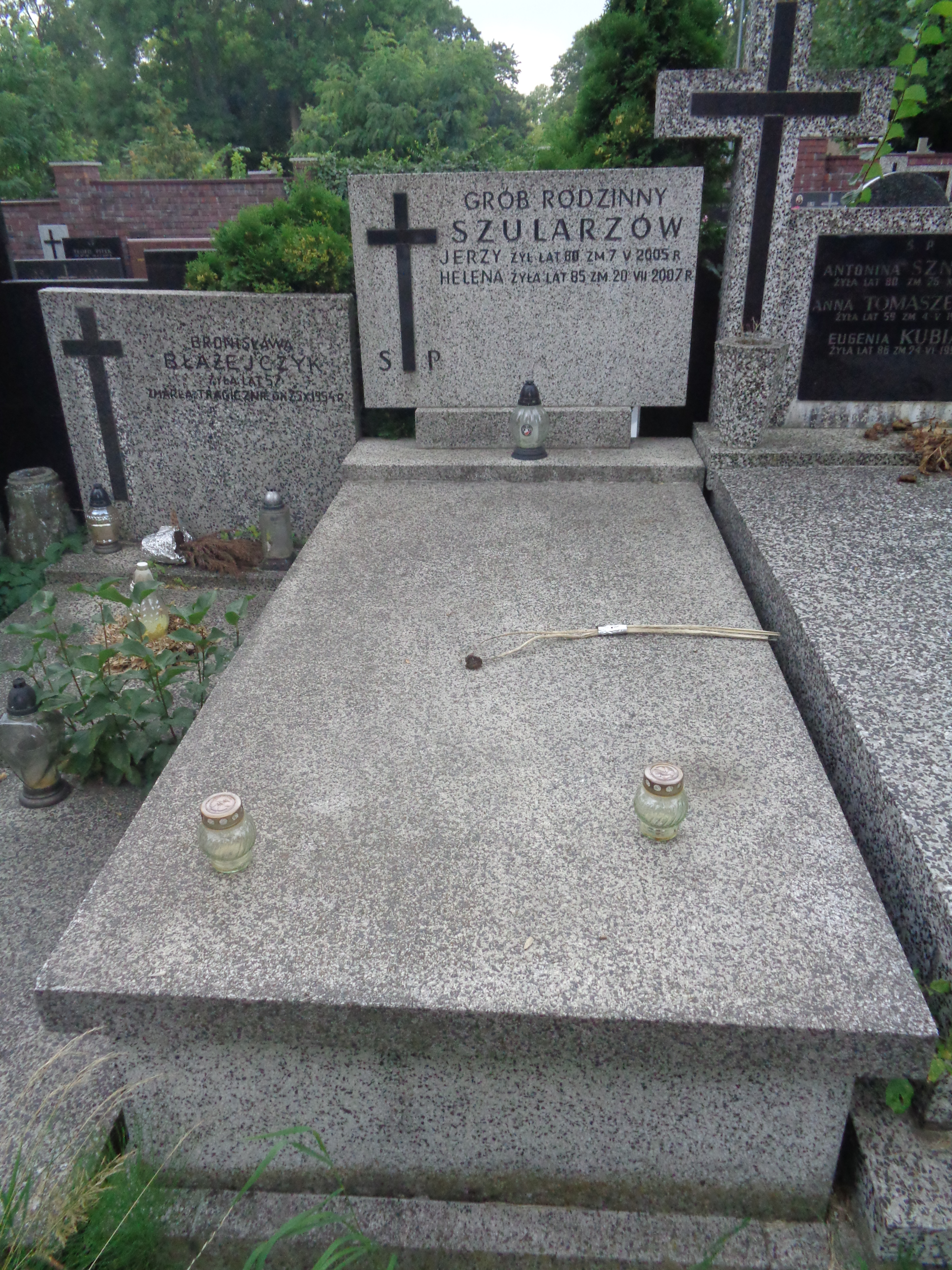
Grób Jerzego Szularza na Cmentarzu Wolskim.